# Chloroclystis gonias
Chloroclystis gonias är en fjärilsart som beskrevs av Turner 1904. Chloroclystis gonias ingår i släktet Chloroclystis och familjen mätare. Inga underarter finns listade i Catalogue of Life.